# Är än min röst som änglars tunga
Är än min röst som änglars tunga är en psalmtext från  1 Korinthierbrevet 13 i en tolkning från 1911 av Johan Alfred Eklund. 
Melodin är en tonsättning av okänt ursprung från Hamburg 1680 eller 1690 (Bess-dur, 4/4 eller 2/2), som enligt Koralbok för Nya psalmer, 1921 är samma melodi som till psalmerna Hör, Gud ännu sin nåd dig bjuder, De rika skördar, som förgyllde, Ett vänligt ord kan göra under, Jag nu den säkra grunden vunnit.
Eklunds texter blir fria för publicering 2015.

## Publicerad i
- Nya psalmer 1921 som nr 609 under rubriken "Det Kristliga Troslivet: Troslivet hos den enskilda människan: De trognas helgelse och krisliga vandel: Människokärlek och barmhärtighet".
- 1937 års psalmbok som nr 415 under rubriken "Trons bevisning i levnaden".